# Magalas
Magalas is een gemeente in het Franse departement Hérault (regio Occitanie) en telt 1827 inwoners (1999). De plaats maakt deel uit van het arrondissement Béziers. Magalas telde op 1 januari 2022 3.531 inwoners.

## Geografie
De oppervlakte van Magalas bedroeg op 1 januari 2022 20,76 vierkante kilometer; de bevolkingsdichtheid was toen 170,1 inwoners per km².

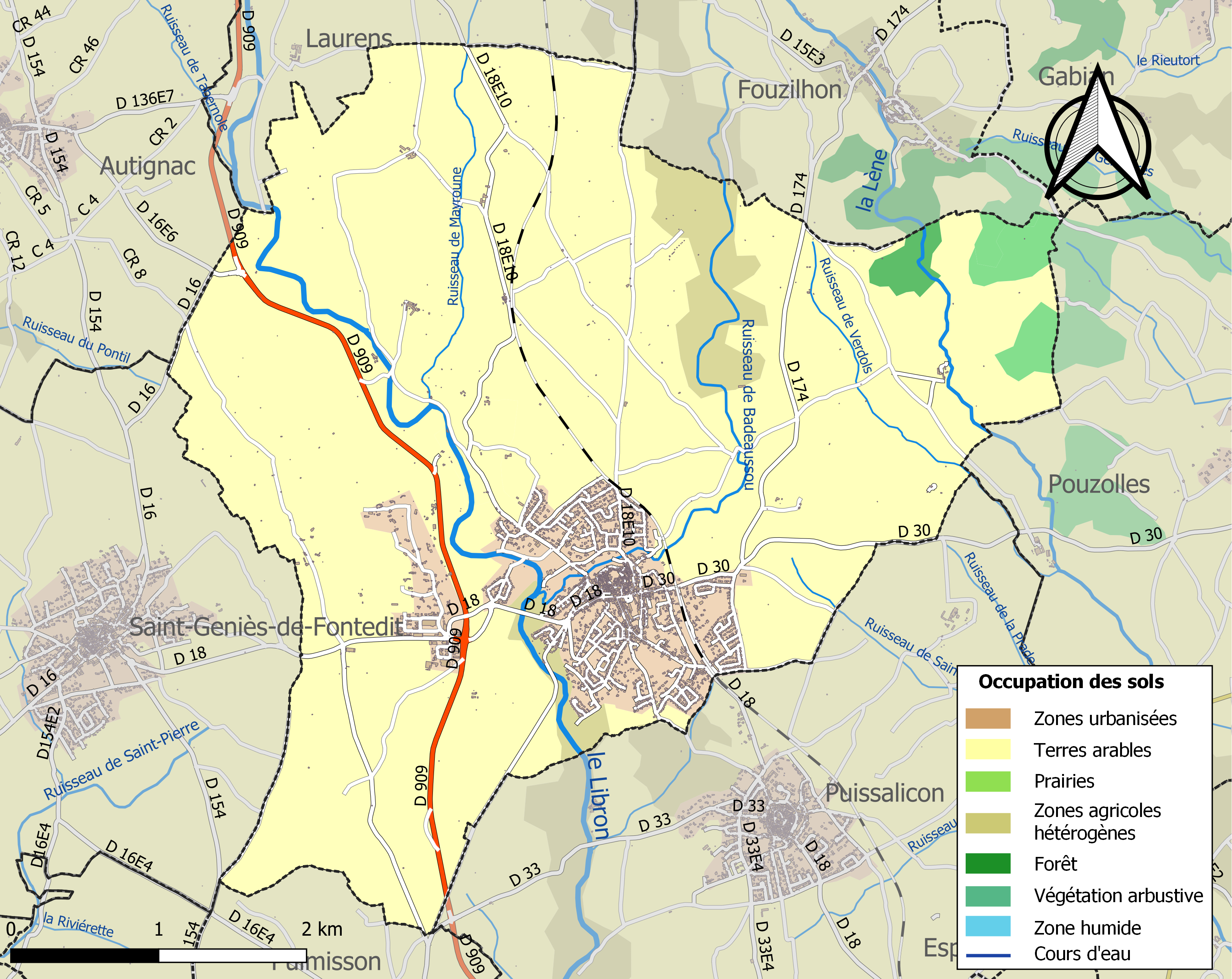
Kaart van de gemeente met belangrijkste infrastructuur, bodemgebruik en omliggende gemeenten

## Demografie
Onderstaande figuur toont het verloop van het inwonertal (bron: INSEE-tellingen).